# Wilhelm Stepp

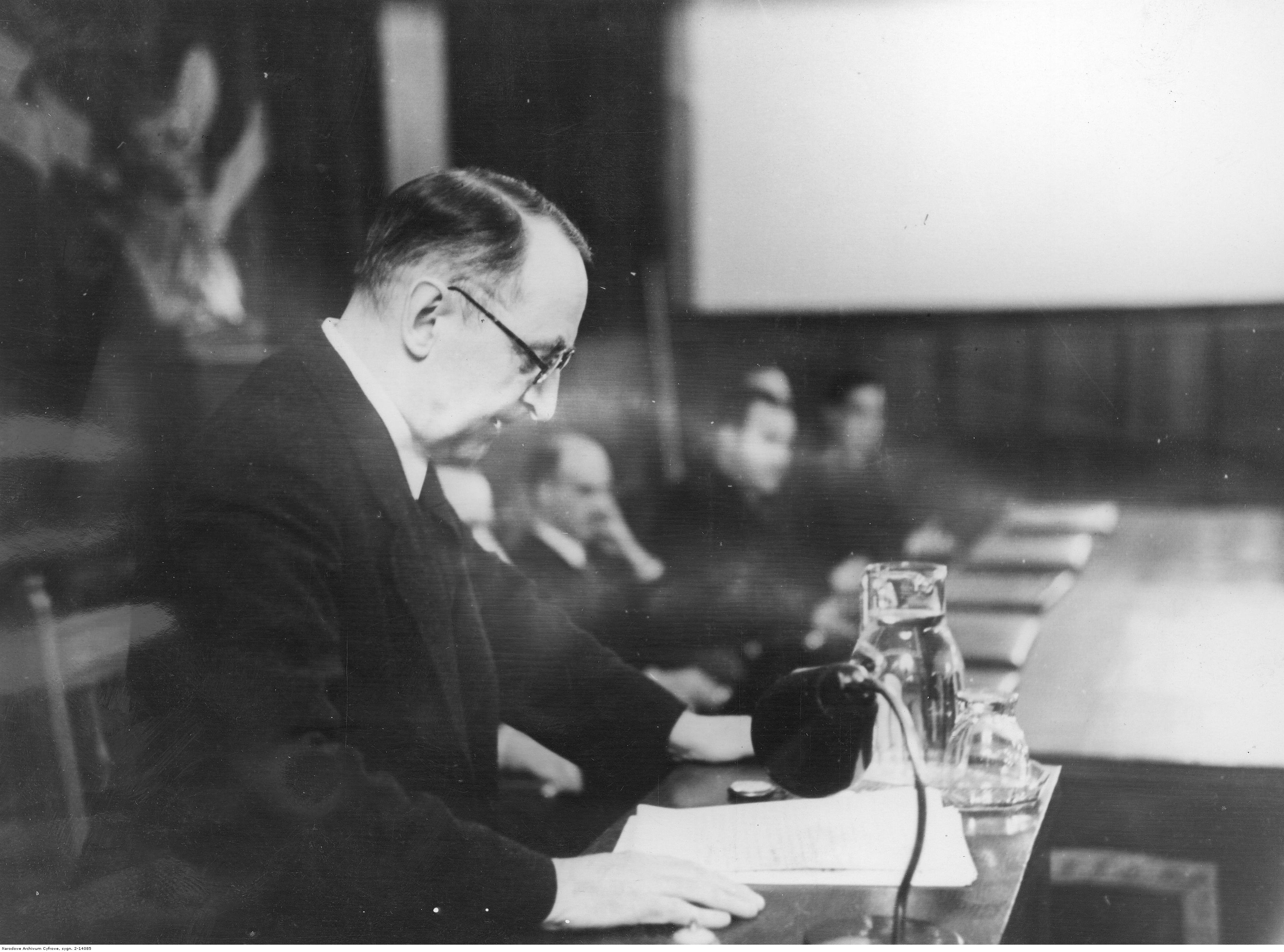
Wilhelm Stepp, 1944

Wilhelm Otto Stepp (* 20. Oktober 1882 in Nürnberg; † 20. April 1964 in München) war ein deutscher Internist und Vitaminforscher.

## Leben
Wilhelm Stepp war der Sohn eines Mediziners und studierte Medizin an den Universitäten München, Erlangen und Kiel. 1907 wurde er in München mit einer Arbeit über die Bedeutung der Kochsalzretention für die Genese des nephritischen Oedems mit dem Prädikat summa cum laude promoviert. 1908/1909 war er Schüler des physiologischen  Chemikers Franz Hofmeister in Straßburg. Mit seiner 1909 veröffentlichten tierexperimentellen Arbeit konnte Stepp den Beweis für Frederick Hopkins Aussage von 1906, dass jedes Tier neben reinen Eiweißen, Fetten und Kohlehydraten, selbst bei Ergänzung durch notwendige anorganische Salze, weitere Stoffe zum Gedeihen benötigt, erbringen. Später wurden seine Versuche dann durch Harry Steenbock und Edward Mellanby verfeinert, wobei die Forscher ein schon von Stepp vermutetes fettlösliches Wachstumsvitamin (das Vitamin A) fanden. 1911 habilitierte er sich an der Hessischen Ludwigs-Universität in Gießen für Innere Medizin mit einer Arbeit über die Bedeutung der Lipoide für die Ernährung und war mit einem Staatsstipendium am Institute of Physiology in London tätig.
1916 wurde er außerordentlicher Professor in Gießen und nach kurzer Tätigkeit an der Poliklinik in Heidelberg im Jahr 1924 als Nachfolger von Roderich Stintzing ordentlicher Professor und Direktor der Medizinischen Klinik in Jena. 1926 wechselte er als Nachfolger von Oskar Minkowski nach Breslau und wirkte danach in der Nachfolge von Ernst von Romberg ab 1934 in der Lehre und als Direktor der Ersten Medizinischen Universitätsklinik der Universität München. Er blieb bis Ende des Zweiten Weltkriegs im Amt, wurde am 13. August 1947 als ordentlicher Professor für Innere Medizin kommissarisch Direktor der Medizinischen Klinik Würzburg. Kurz nach dem Zweiten Weltkrieg war er mehrmals Konsiliarius für das der amerikanischen Armee und später der UNRRA unterstehende Lazarett in Feldafing. Er wurde 1949 emeritiert. Als Präsident der Gesellschaft für Ernährungsbiologie in München wurde er 1953 Gründungsmitglied der Deutschen Gesellschaft für Ernährung.
Im Mittelpunkt seiner wissenschaftlichen Betätigung standen vorwiegend ernährungsphysiologische Fragen, Vitamine und Magen-Darm-Erkrankungen. 1935 stellten Stepp und sein Mitarbeiter H. Schroeder fest, dass bei einer gestörten Salzsäureproduktion im Magen Vitamin C zerstört werden kann, woraufhin Stepp darauf hinwies, dass Erkrankungen des Magen-Darm-Kanals auch bei einer ausreichenden Versorgung mit Vitaminen zu Vitaminmangelschäden führen können. Im Jahr 1918 war ihm die erstmalige Gewinnung von Gallenblaseninhalt beim Lebenden mittels der Duodenalsonde gelungen.
Wilhelm Stepp lebte in München in der Vilshofener Straße und starb im Alter von 81 Jahren.

## Grabstätte
Die Grabstätte von Wilhelm Stepp befindet sich auf dem Münchner Waldfriedhof (Grabnr. 131-W-3).

## Ehrungen
- Wilhelm Otto Stepp war Ehrenmitglied der Deutschen und der Österreichischen Gesellschaft für Ernährungsforschung.

- Wilhelm Otto Stepp wurde am 25. September 1922 unter der Matrikel-Nr. 3478 als Mitglied in die Deutsche Akademie der Naturforscher Leopoldina aufgenommen.[7]

- 1961 wurde Stepp Ehrendoktor der Medizinischen Fakultät der Universität Köln
- 1962 wurde er Ehrenmitglied der Deutschen Gesellschaft für Ernährung
- 1962 wurde Wilhelm Stepp vom Bundespräsidenten Heinrich Lübke mit dem Großen Bundesverdienstkreuz ausgezeichnet.

## Schriften
- Vitamine und Hormone: mit diesem Periodikum redigierte Stepp gemeinsam mit Carl Arthur Scheunert die führende deutsche Zeitschrift auf diesem Forschungsgebiet.
- Experimentelle Untersuchungen über die Bedeutung der Kochsalzretention für die Genese des nephritischen Oedems. 1907.
- Versuche über Fütterung mit lipoidfreier Nahrung. In: Biochemische Zeitschrift. Band 22, 1909, S. 452–460.
- Experimentelle Untersuchungen über die Bedeutung der Lipoide für die Ernährung. In: Zeitschrift für Biologie. Band 57, 1911, S. 135–170.
- ABC der Gesundheit. Mit Beilage „Erste Hilfe“. Verlag Carl Gerber, München.
- Was leistet die Diät in der modernen Krankenbehandlung. In: Münchener Medizinische Wochenschrift. Band 95, Nr. 1, 2. Januar 1953, S. 25–31. Vortrag vor den Ärzten Vorarlbergs in Dornbirn am 20. Mai 1952.